# 1235 Шоррія
1235 Шоррія (1235 Schorria) — астероїд, що перетинає орбіту Марса, відкритий 18 жовтня 1931 року Карлом Рейнмутом у Гейдельберзі.
Базуючись на вивченні кривих блиску, період обертання Шоррії становить приблизно 1265 годин. Після спостережень Шоррії від лютого до квітня 2009 року період обертання було визначено як 1265 ± 80 годин (близько 51,7 діб). Це один з астероїдів з найповільнішим відомим періодом обертання.